# Universum (Brigittenau)

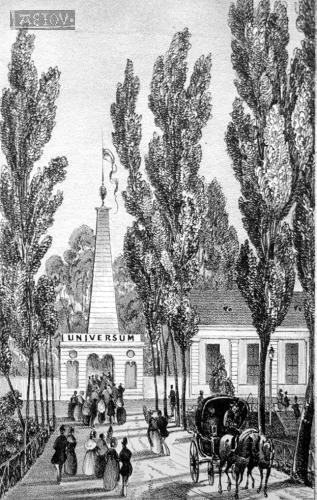
Ansicht des Parks vor dem Universum, Lithografie aus den 1840er Jahren

Das 1843 eröffnete (Neue) Universum war ein Vergnügungspark im früheren Ort Zwischenbrücken im Gebiet der unregulierten Donau bei Wien. Das Gebiet wurde 1850 als Teil des 2. Wiener Gemeindebezirks, Leopoldstadt, nach Wien eingemeindet und gehört seit 1900 zum 20. Bezirk, der Brigittenau. Die Vergnügungsstätte befand sich an einem Standort nordwestlich der heutigen, damals dort anfänglich noch nicht trassierten Taborstraße, etwa gegenüber der Einmündung der heutigen Schweidlgasse, am Rande eines als Taborhaufen bezeichneten Auwaldes unweit des Kaiserwasser genannten Donauarms.

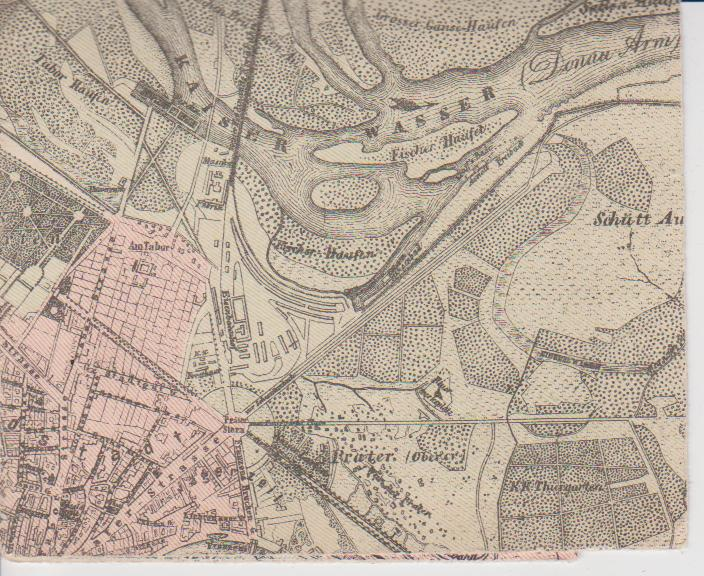
Stadtplan aus dem Jahr 1856
Das „Universum“ befand sich am Rand des Auwalds in Verlängerung der Taborstraße (im Ausschnitt links oben).

Das Etablissement wurde 1842 / 1843 vom Architekten Carl Hör eingerichtet (Czeike gab irrtümlich 1834 an), der in der Brigittenau bis 1842 das „Colosseum“ betrieb, und war sehr beliebt. Auf zeitgenössischen Lithografien sieht man das Eingangsportal mit einem aufgesetzten Obelisken und Fahnenmast, als Vergnügungseinrichtungen eine „Wendelmaschine“ und eine „Russische Schleuder“, einen „Salon d’artiste“ und die Vergnügungen „Türkenwurf“ und „Ringwerfen“ sowie ein „Reise-Kabinet“ und einen „Tanz-Pavillon“.

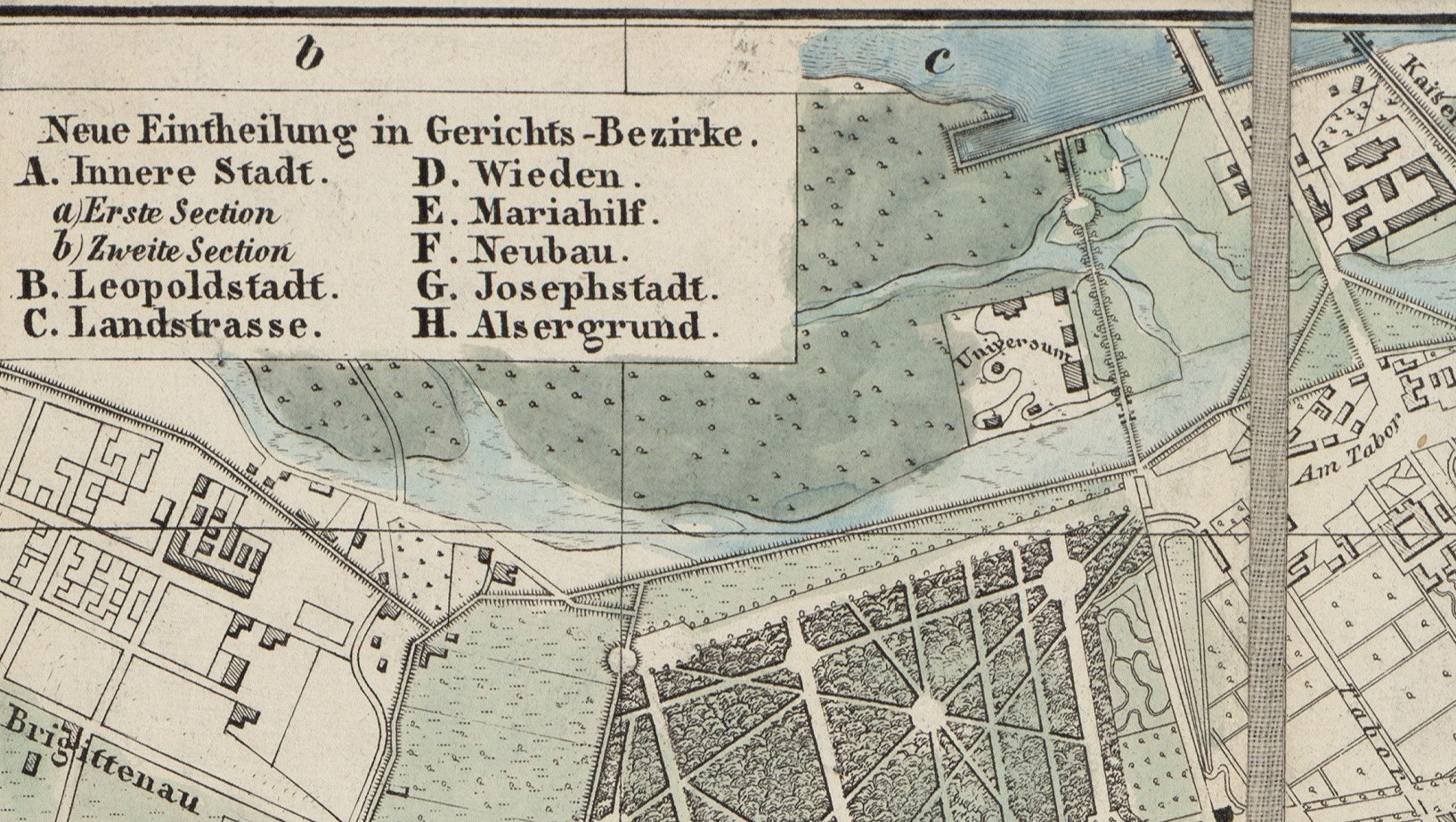
Die Anlage stand direkt am Fahnenstangenwasser

Nach Carl Hörs Tod 1850 betrieb seine Witwe Theresia Hör das „Universum“ bis 1865. In der Revolution von 1848 und im Jahr 1866 fiel das „Universum“ Bränden zum Opfer, wurde aber beide Male wieder aufgebaut. 1870 musste es demoliert werden, da es dem südlichen Teil des Areals des Nordwestbahnhofs im Wege war.
Im Jahr 1896 wurde entlang des nordöstlichen Teils des (heute ehemaligen) Nordwestbahnhofs (in ca. 1 km Entfernung vom historischen Standort des Etablissements) die Universumstraße nach dem einstigen Vergnügungspark benannt.

## Irrtümer
In der bezirksgeschichtlichen Literatur findet man bis heute öfter den Irrtum, das „Universum“ habe zuvor „Colosseum“ geheißen (tatsächlich war nur der Betreiber, Carl Hör, der gleiche, der Standort aber nicht). Außerdem wird als Eröffnungsjahr des „Universums“ öfter 1834 angeführt (das Jahr, in dem Hör das spätere „Colosseum“-Areal gekauft hatte). Gelegentlich wird auch insinuiert, die beiden Etablissements hätten eine Zeit lang gleichzeitig bestanden (tatsächlich wurde das „Universum“ erst nach Schließung des „Colosseums“ eröffnet).